# 2900 Luboš Perek
2900 Luboš Perek è un asteroide della fascia principale. Scoperto nel 1972, presenta un'orbita caratterizzata da un semiasse maggiore pari a 3,0257639 UA e da un'eccentricità di 0,0979641, inclinata di 10,16309° rispetto all'eclittica.